# Kanaal van Ternaaien

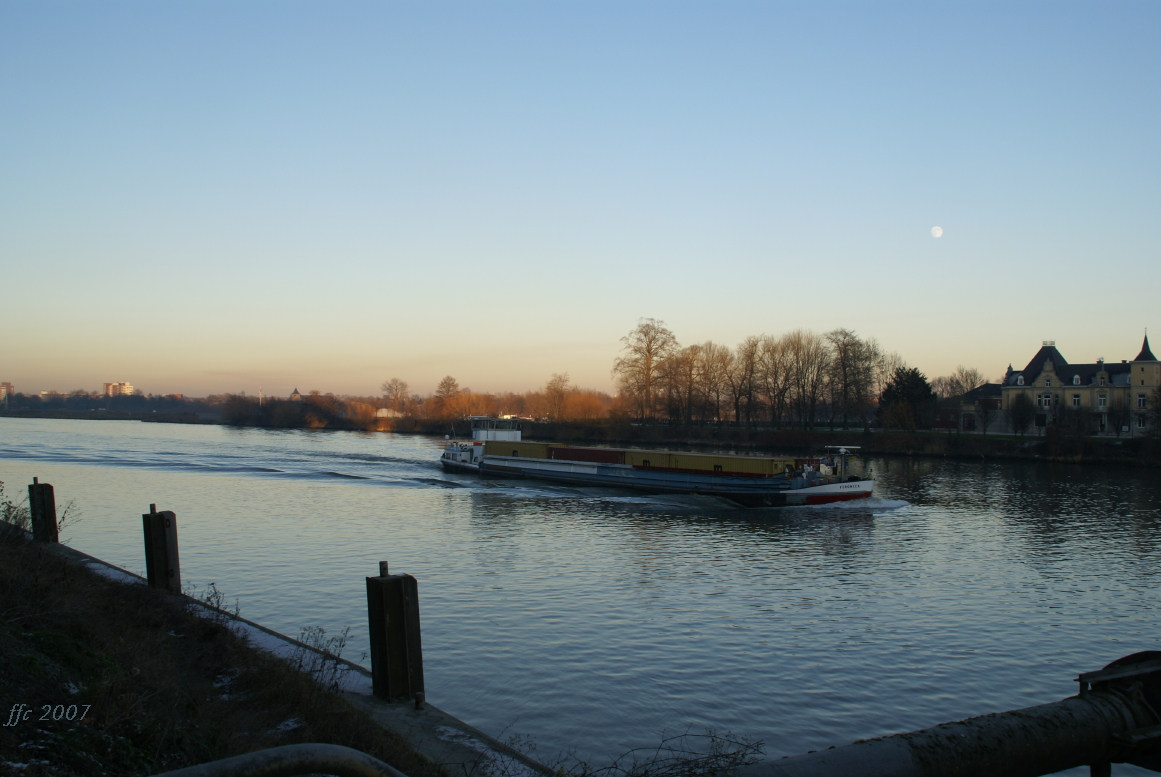
Het kanaal, met rechts het kasteel de Hoogenweerth

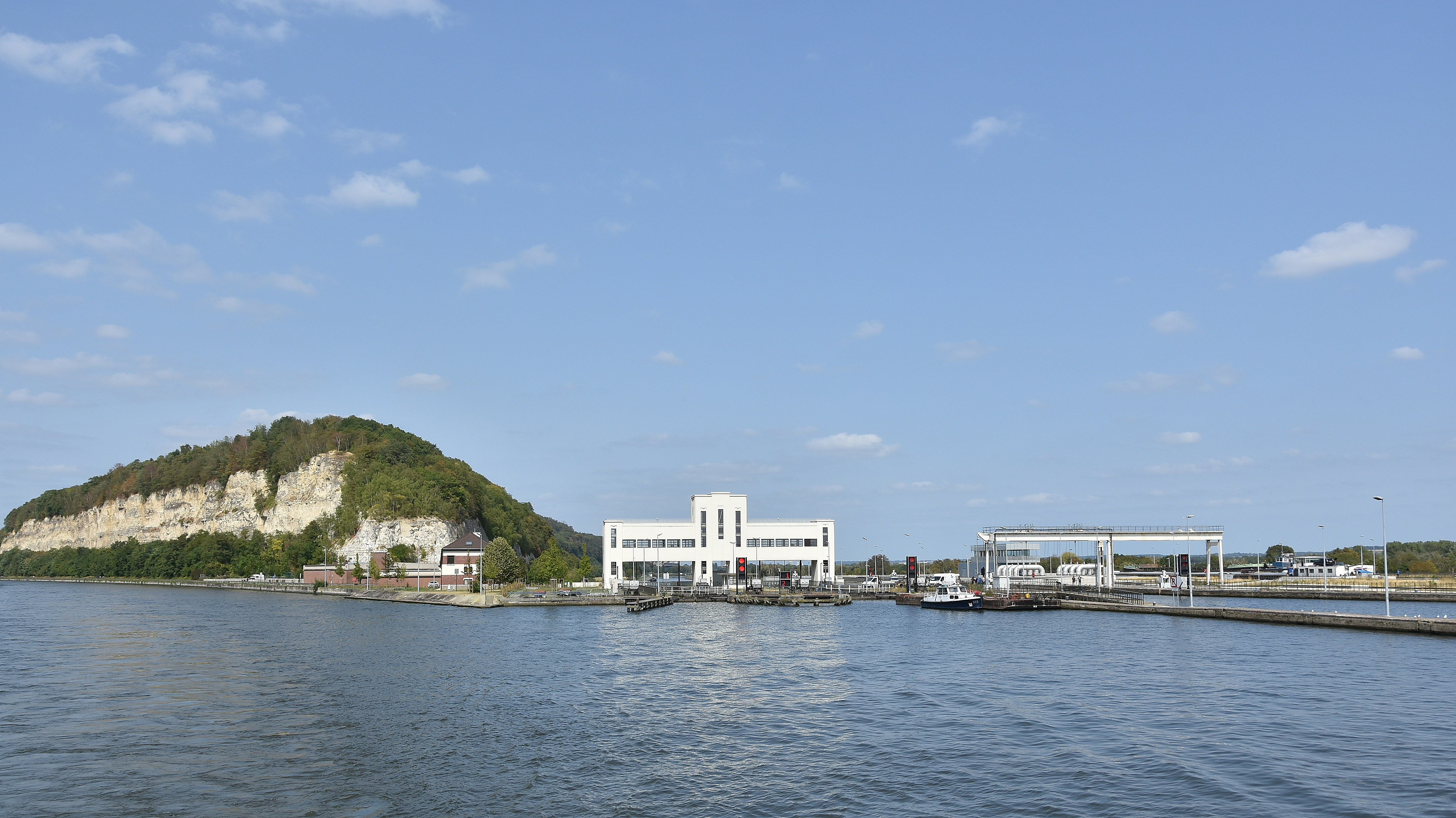
De stop van Ternaaien in 2018

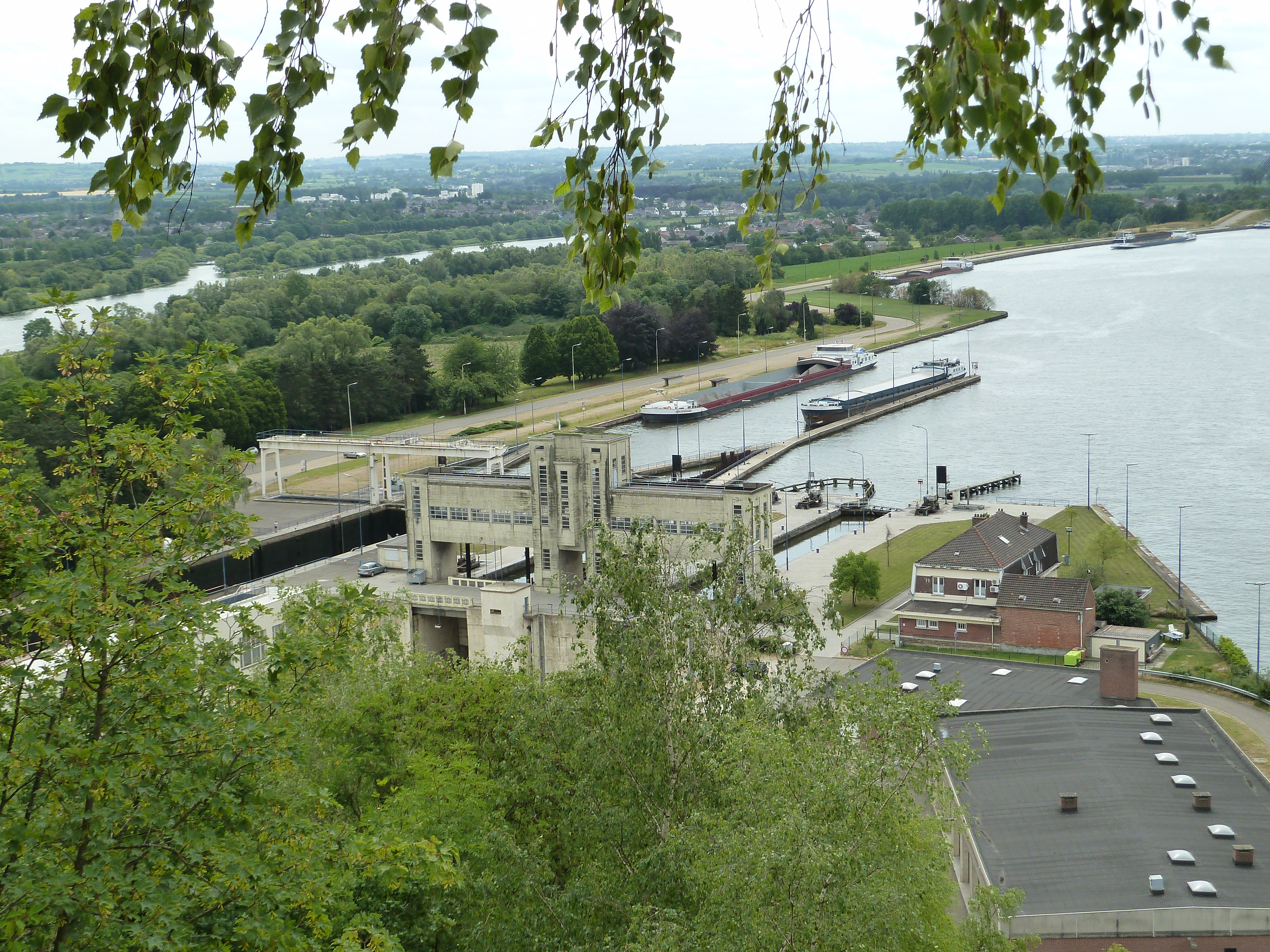
De sluizen bij Klein-Ternaaien in 2011

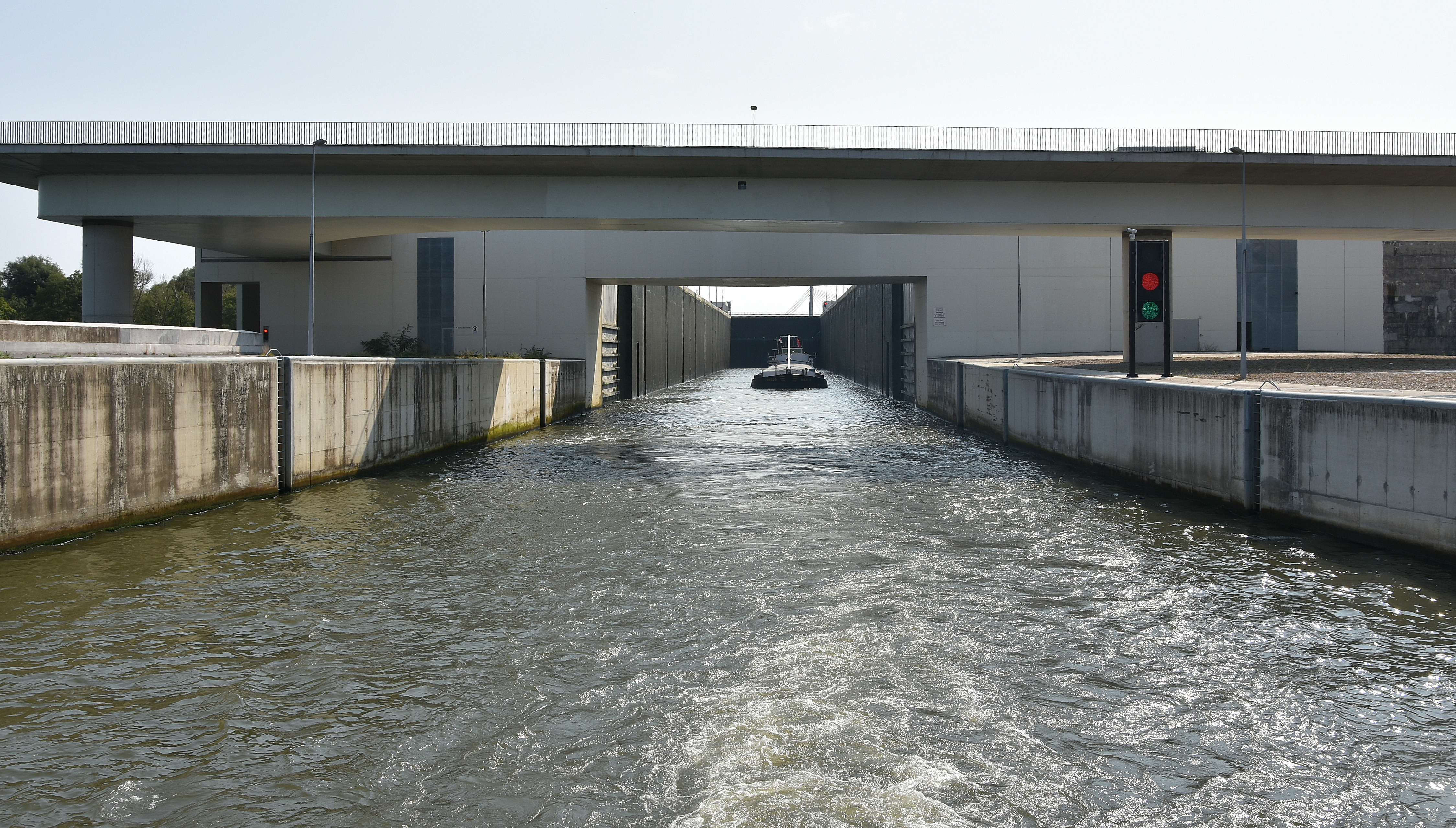
De in 2011 gebouwde sluis vanaf het noorden

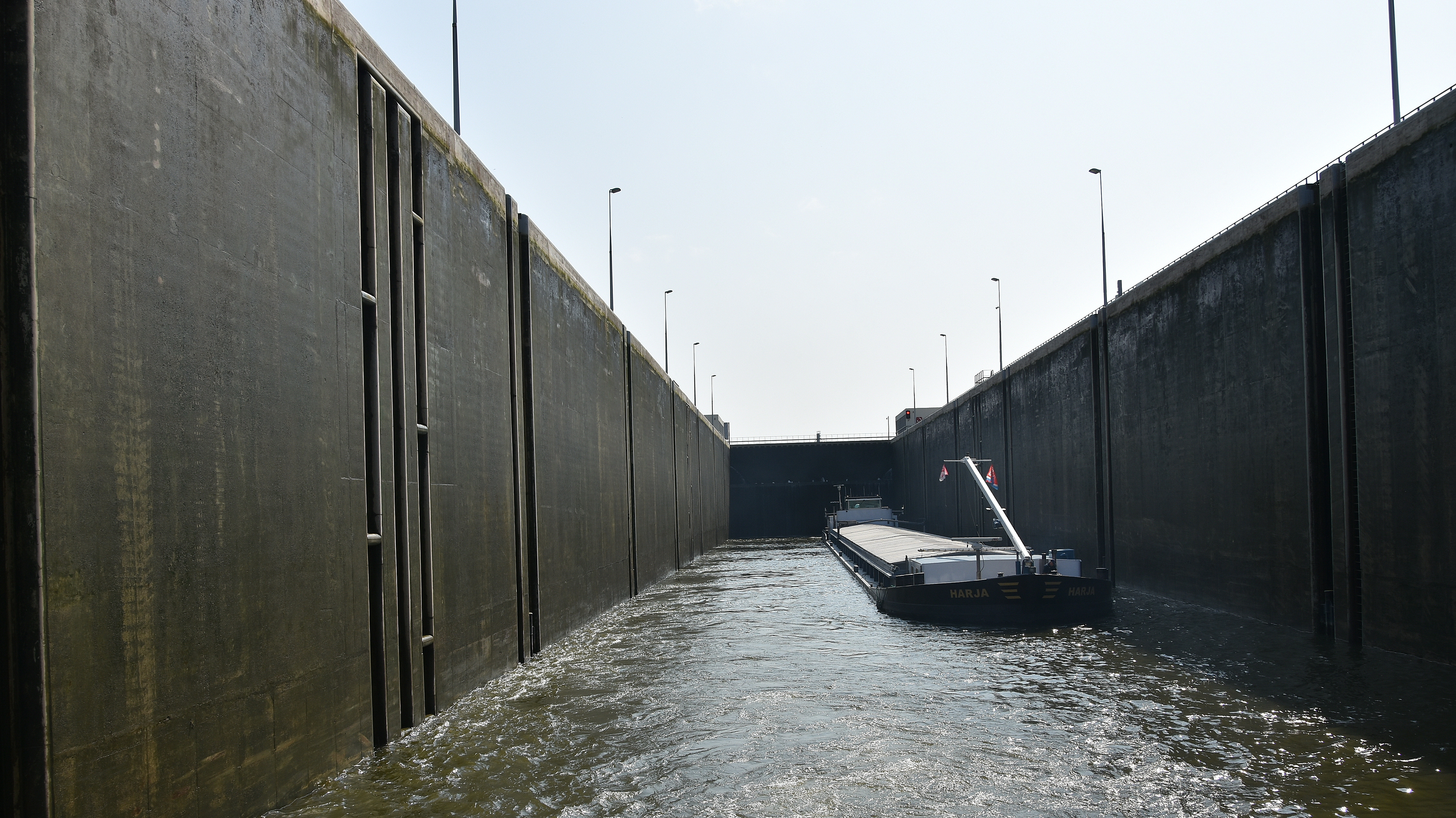
De sluiskolk van de in 2011 gebouwde sluis

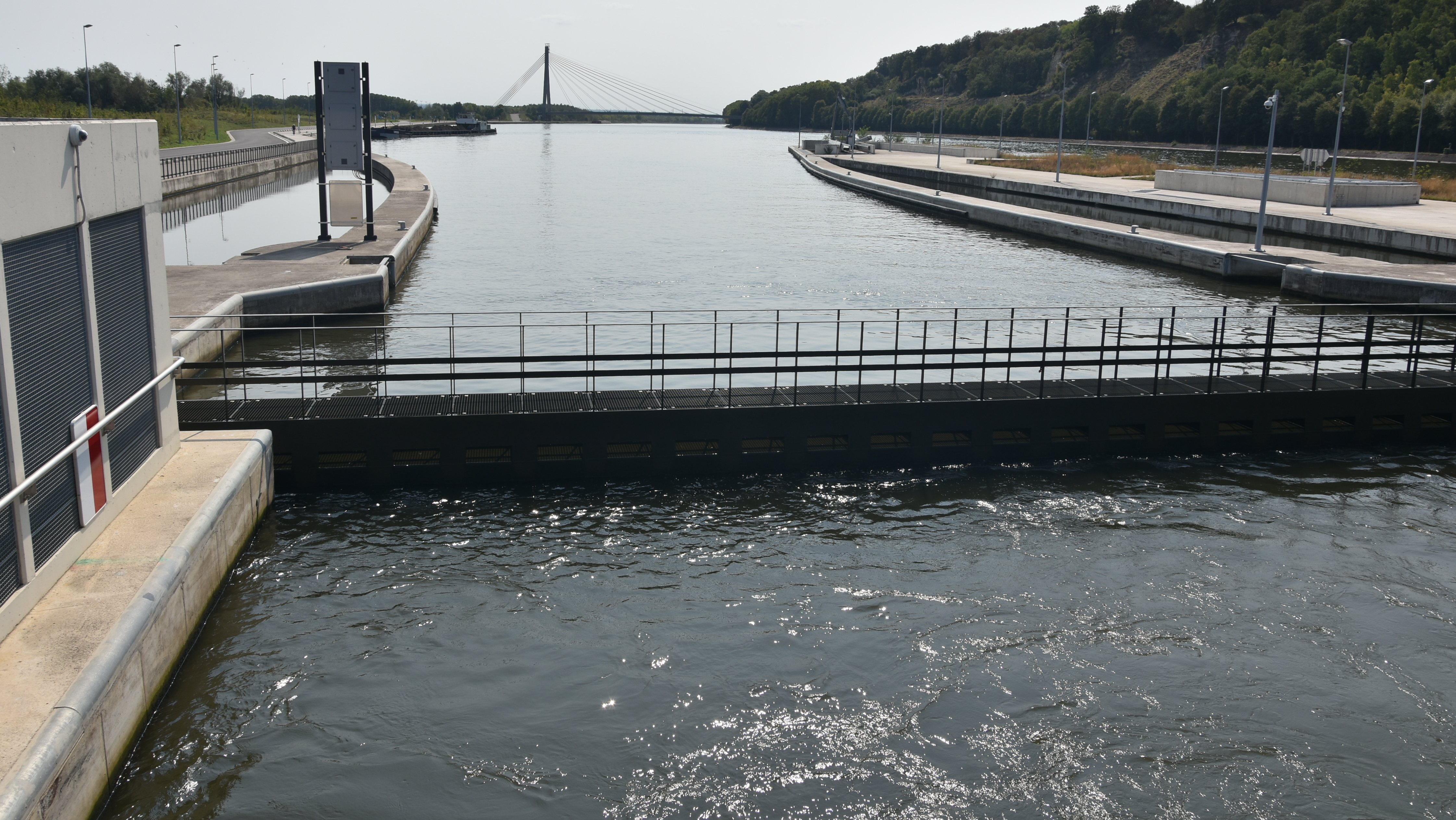
De gesloten sluisdeur aan de zuidzijde

Het Kanaal van Ternaaien is een kort (1,934 km) maar belangrijk kanaal dat in het Belgische Klein-Ternaaien het Albertkanaal met de Maas verbindt. Het is bevaarbaar voor schepen van klasse Va.

## Geschiedenis
Er bestonden wrijvingen tussen Nederland en België naar aanleiding van de aanleg van het Julianakanaal (1925-1927) en de weigering dit door te trekken tot de Belgische grens. Slechts schepen tot 450 ton konden toen, via een sluizencomplex te Maastricht, via de Maas naar Luik en verder varen, en dat na veel oponthoud. Als reactie daarop werd door de Belgen het Albertkanaal aangelegd, dat de weg naar zee aanzienlijk bekortte doch waarvoor ingrijpende werkzaamheden dienden te worden uitgevoerd, zoals de doorsnijding van het Plateau van Caestert (doorbraak van Caestert). In 1939 werd het Albertkanaal in gebruik genomen.
Aan de verdediging werd gedacht: Het sluizencomplex was voorzien van een bunker, die met een onderaardse gang onder het kanaal door was verbonden met het Fort Eben-Emael.
Vroeger was het hier tijdrovend -en voor grotere schepen onmogelijk- om van de Maas op het Albertkanaal te komen, daar een hoogteverschil van 15 meter diende te worden overwonnen. Dit hoogteverschil kwam voort uit het feit dat het Albertkanaal zo hoog mogelijk moest komen te liggen, teneinde de noodzakelijke insnijdingen, zoals die van het Plateau van Caestert, zo gering mogelijk te houden. Daardoor lag het niveau van het Albertkanaal aanzienlijk hoger dan dat van de Maas.

### Stop van Ternaaien
Om van de Nederlandse Maas (Kanaal Luik-Maastricht) op het Albertkanaal te komen was een probleem. Er waren weliswaar enkele kleine sluizen, maar de passage ervan was tijdrovend en een beperking voor de wat grotere schepen: Slechts schepen tot 450 ton konden passeren.
Om deze Stop van Ternaaien (Bouchon de Lanaye, feitelijk: flessenhals) op te heffen, werd een beroep gedaan op het IJzeren-Rijnverdrag van 1873, dat het recht van doortocht regelde tussen Nederland en België. In 1961 werd door de Belgen een grotere schutkolk naast de twee bestaande gebouwd, waardoor schepen tot 3000 ton geschut konden worden. De oude sluizen werden daarna nauwelijks meer gebruikt. Het oude kanaal Luik-Maastricht werd in 1963 gesloten. In 2015 werd een vierde sluis geopend, toegankelijk voor schepen tot 9000 ton.

## Aanwezige sluizen
In Klein-Ternaaien bevinden zich vier sluizen, voor de overbrugging van een verval van 13,94 m. In 2011-2015 werd ten oosten van de al bestaande drie sluizen een vierde gebouwd. De sluizen zijn groter naarmate ze recenter zijn;
- 2 sluizen van 55 m × 7,5 m (1939)
- 1 sluis van 136 m × 16 m (1961)
- 1 sluis van 200 m x 25 m (2015)